# بطولة ويمبلدون 1879

## النهائي
جون هارتلي هزم  فرانك هادو. بسبب الإهمال وعدم حضور المباراة.

## الجُدد
جون هارتلي هزم  فيري سانت ليجر جوولد. النتيجة: 6-2 6-4 6-2

## النهائي الزوجي (في أكسفورد)
ل.ر. إيرسكين و جون هارتلي هزما  ف.دورانت و ج.إ.تابور.